# اسداس (رغوان)

تعديل مصدري - تعديل

اسداس هي إحدى قرى عزلة رغوان بمديرية رغوان التابعة لمحافظة مأرب، بلغ تعداد سكانها 647 نسمة حسب تعداد اليمن لعام 2004.